# Puits de Sainte-Geneviève
Le puits de Sainte Geneviève est un puits à eau qui se trouve dans la ville de Nanterre, à l'intersection de la rue Maurice-Thorez et de la rue de l'Église.

## Historique

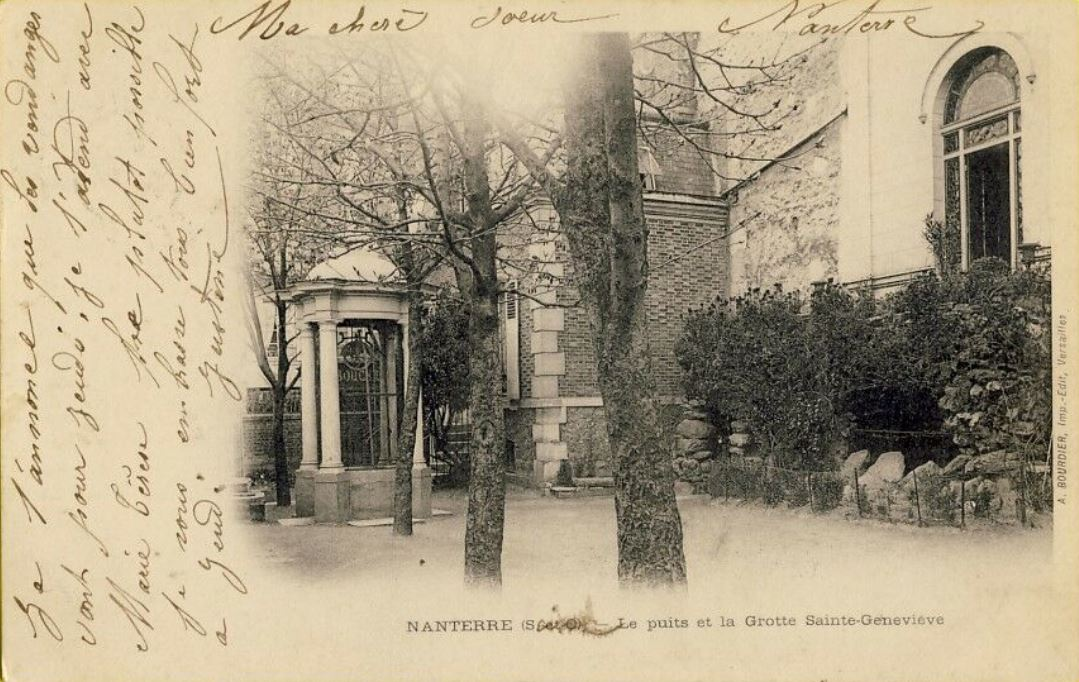
Le puits de Sainte-Geneviève.

Dans la cour du presbytère de la cathédrale, se trouve un puits dont la légende dit que son eau permit à Gérontia, la mère de la sainte, de recouvrer la vue.
Un jour que Gérontia qui se préparait à aller à l’église demande à sa fille de rester à la maison, celle-ci insista pour respecter la promesse qu'elle fit à Germain d'Auxerre, et insista pour suivre sa mère. Sa mère la gifla, et devint immédiatement aveugle.
Vingt-et-un mois plus tard, Gérontia se souvenant des paroles de Geneviève, humecta ses yeux de l'eau du puits, et fut guérie de sa cécité. Ce puits devint alors un lieu de pélérinage. Encore au XVIIIe siècle, son eau était recommandée pour ses propriétés ophtalmiques.
En 1880, toute la superstructure du puits a été reconstruite.

## Ancienne chapelle
À cet endroit qui marque l’emplacement supposé de la maison natale de Sainte Geneviève se trouvait une chapelle Sainte-Geneviève, attestée sur le plan terrier de 1688 et datée par l'abbé Lebeuf entre la fin du XIe siècle et le début du XIIe siècle.
Une maison attenante fut donnée à la cure de Nanterre le 7 avril 1488 par un artisan potier de Paris et son épouse Colette de Lestre, qui se disait descendante de la famille de sainte Geneviève.
Cette chapelle fut reconstruite vers 1699, alors que les pèlerinages y reprenaient.
Elle fut par la suite agrandie d'une nef, sous laquelle se trouvait le puits.
Elle fut démolie à la Révolution. La crypte de cette ancienne chapelle ferait partie d'un réseau de souterrains reliés au puits.

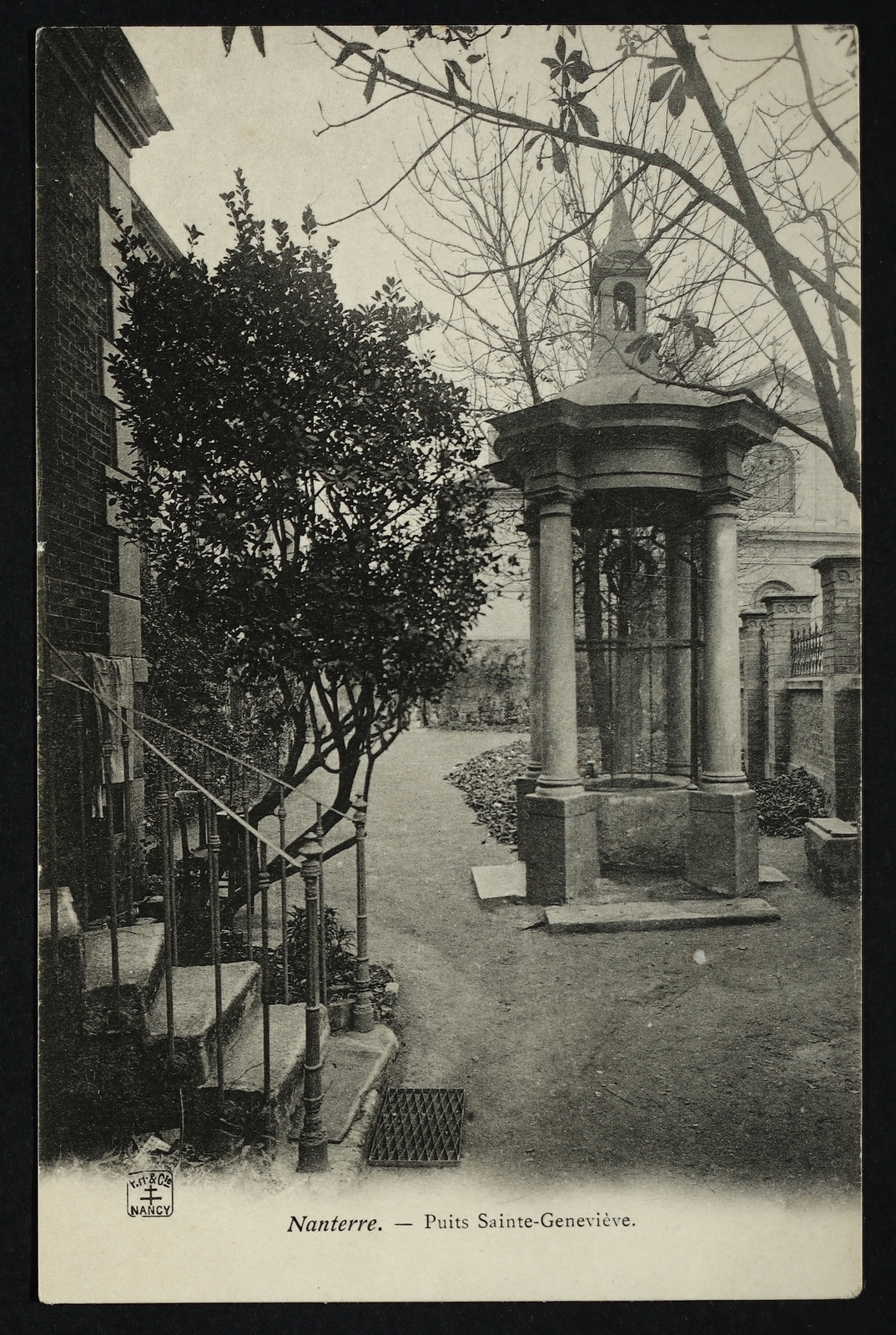
Le puits Sainte-Geneviève.
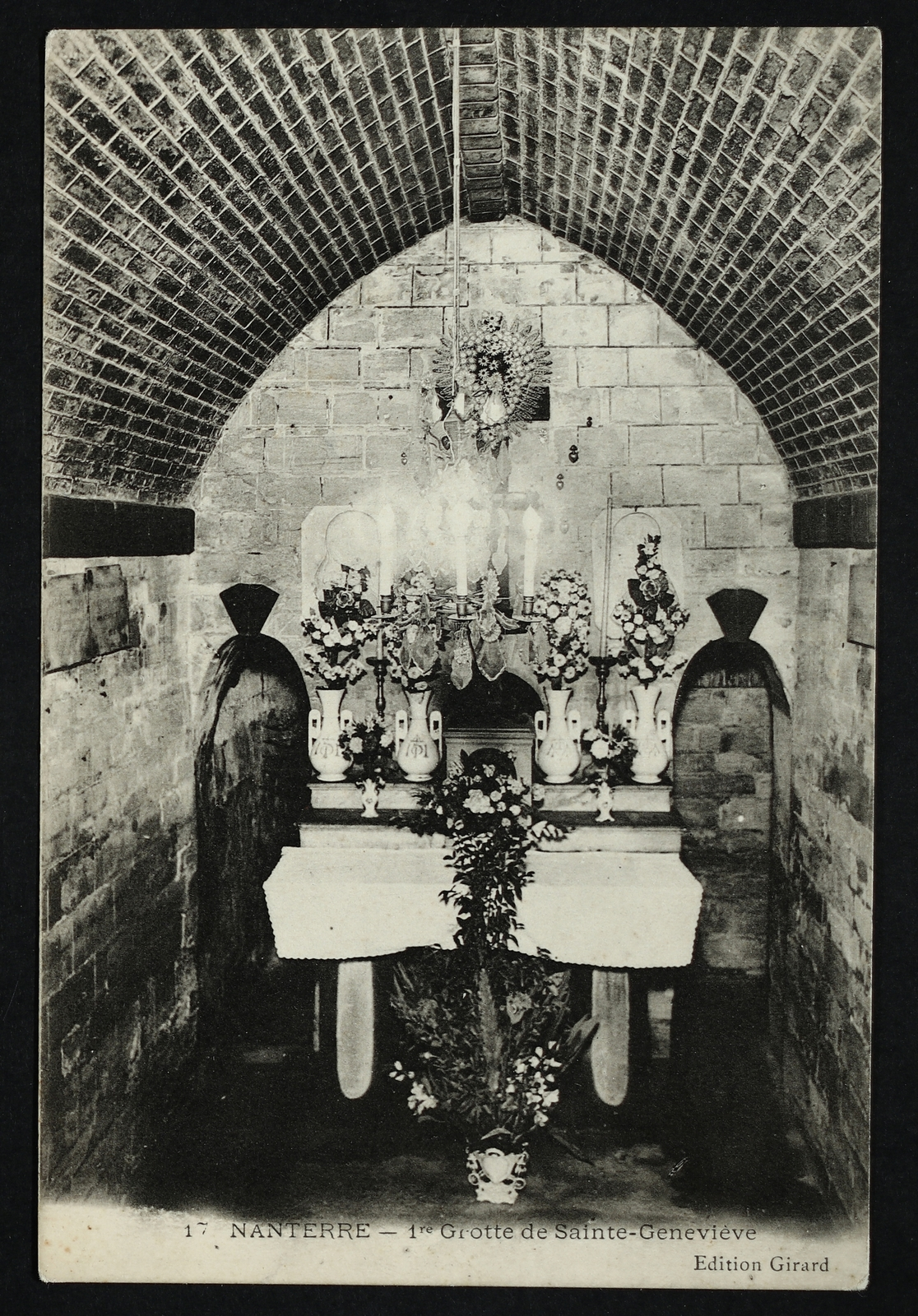
Crypte de Sainte-Geneviève.

## Crypte
Dans une autre partie des galeries souterraines reliées au puits se trouve une chapelle aménagée en 1850, en même temps qu'un oratoire qui a disparu.
Elle fut restaurée en 1880 en même temps que le puits, et reconstruite en partie en 1933.
L'accès à cette chapelle se fait par un escalier dont le départ est aménagé dans une grotte en rocaille. 

### Article lié
- Cathédrale Sainte-Geneviève-et-Saint-Maurice de Nanterre